# Kościół farny

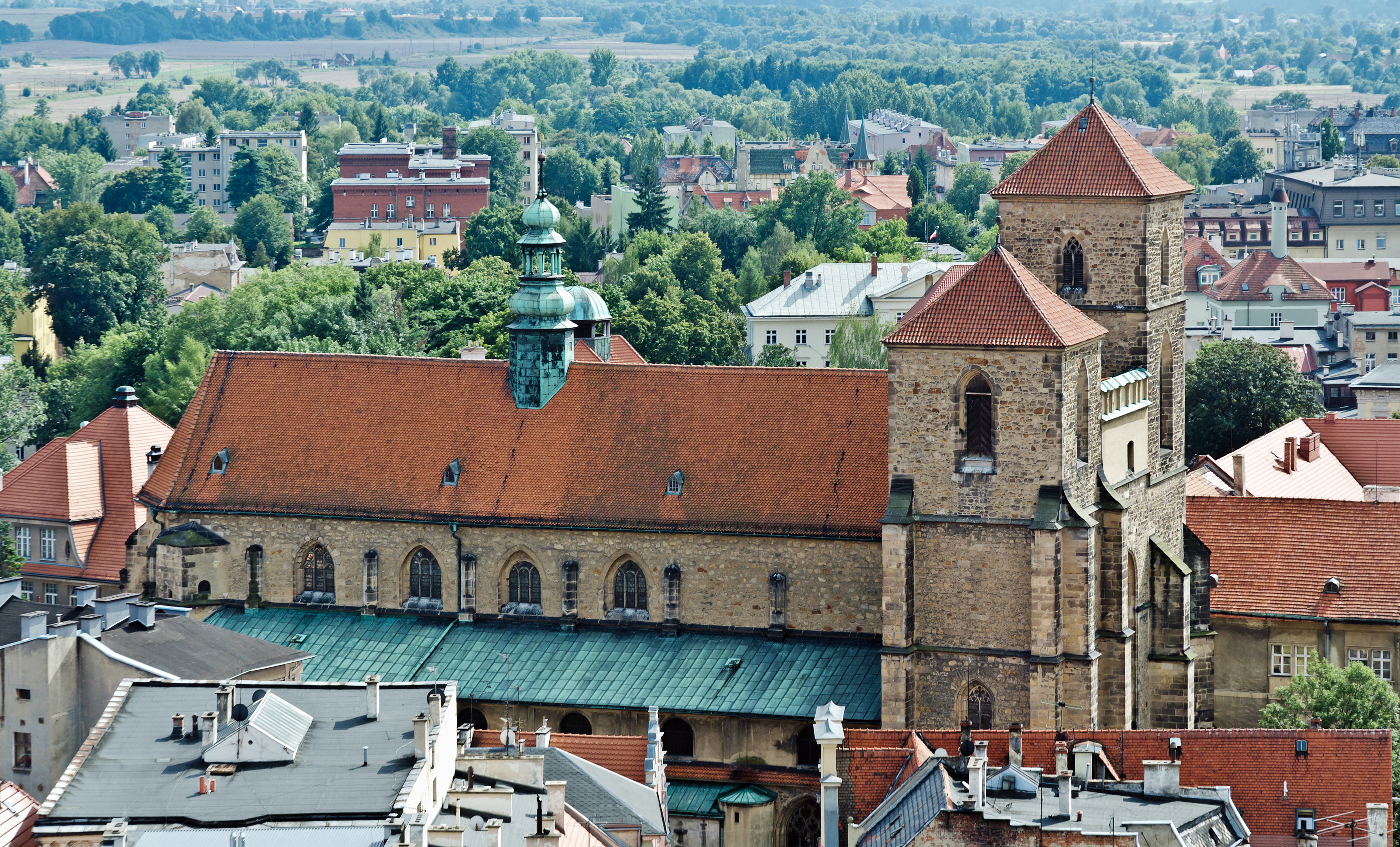
Fara w Kłodzku

Kościół farny, także fara (niem. Pfarre, Pfarrei, Pfarrkirche, czyli probostwo, parafia) – dawne określenie nadawane kościołowi parafialnemu, które nawiązuje do tradycji średniowiecza. Fary budowano najczęściej w bezpośrednim sąsiedztwie rynku.
Obecnie kościołem farnym nazywa się najstarszy kościół w mieście lub główny kościół dekanatu. W miastach biskupich nazwa dla drugiego kościoła po katedrze. Określenie fara czasem odnosi się do samego terytorium parafii.
Na obszarze niemieckojęzycznym określenie „kościół farny” (niem. Stadtkirche) stosowane jest również w przypadku głównych kościołów ewangelickich, nie tylko o średniowiecznej metryce – np. śródmiejski kościół reformowany czy luterański w Wiedniu.
W etnolekcie śląskim fara oznacza budynek probostwa (podobnie jak w języku czeskim), a farorzem mianuje się proboszcza danej parafii (czeski: farář).
- Chuda fara, sam ksiądz dzwoni,
- Chuda fara – panna stara.

Samuel Linde określa, że fara to są obywatele do jednego pasterza należący i urząd pasterza nad nimi.

## Galeria

Kościoły farne w Polsce
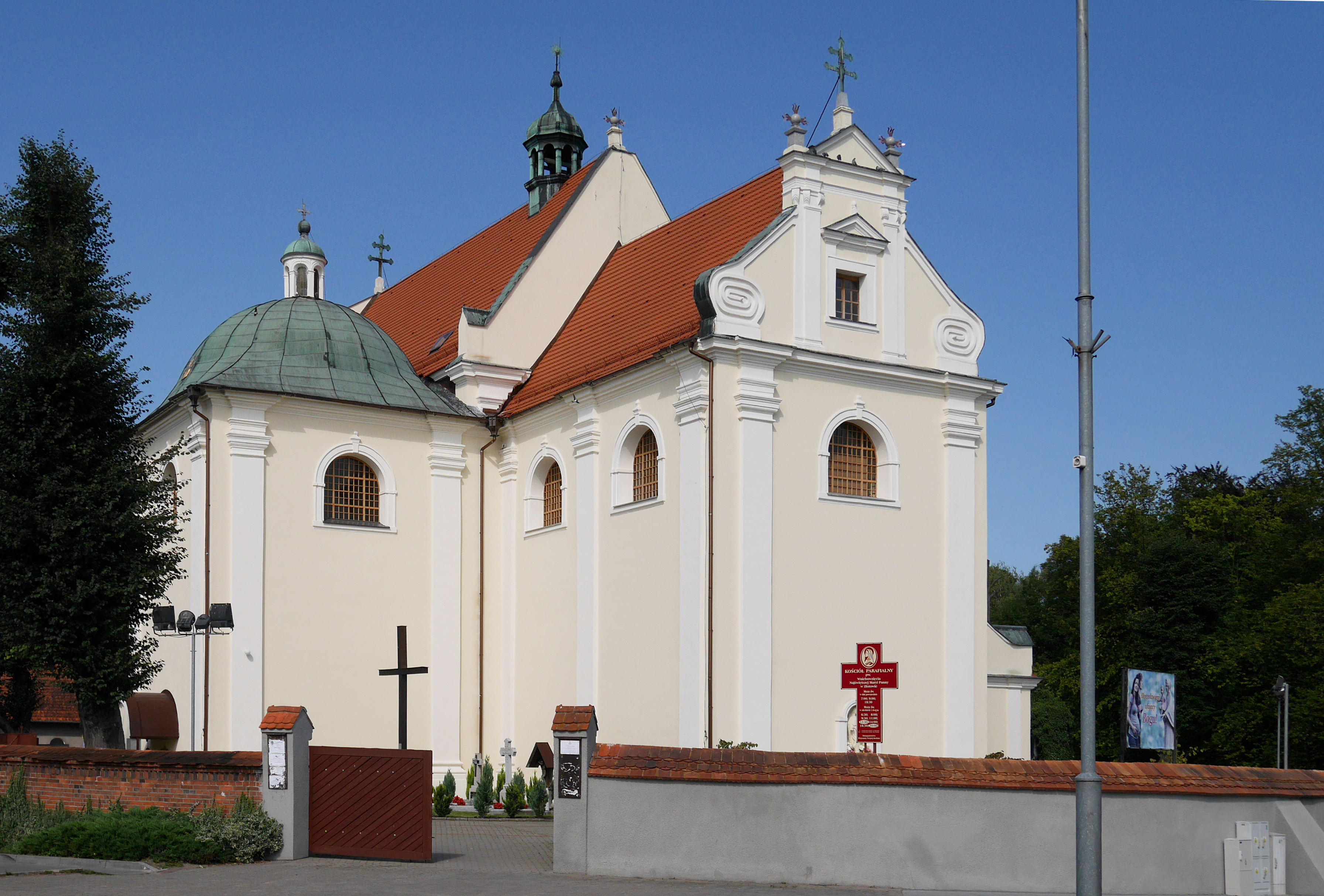
Kościół farny w Złotowie
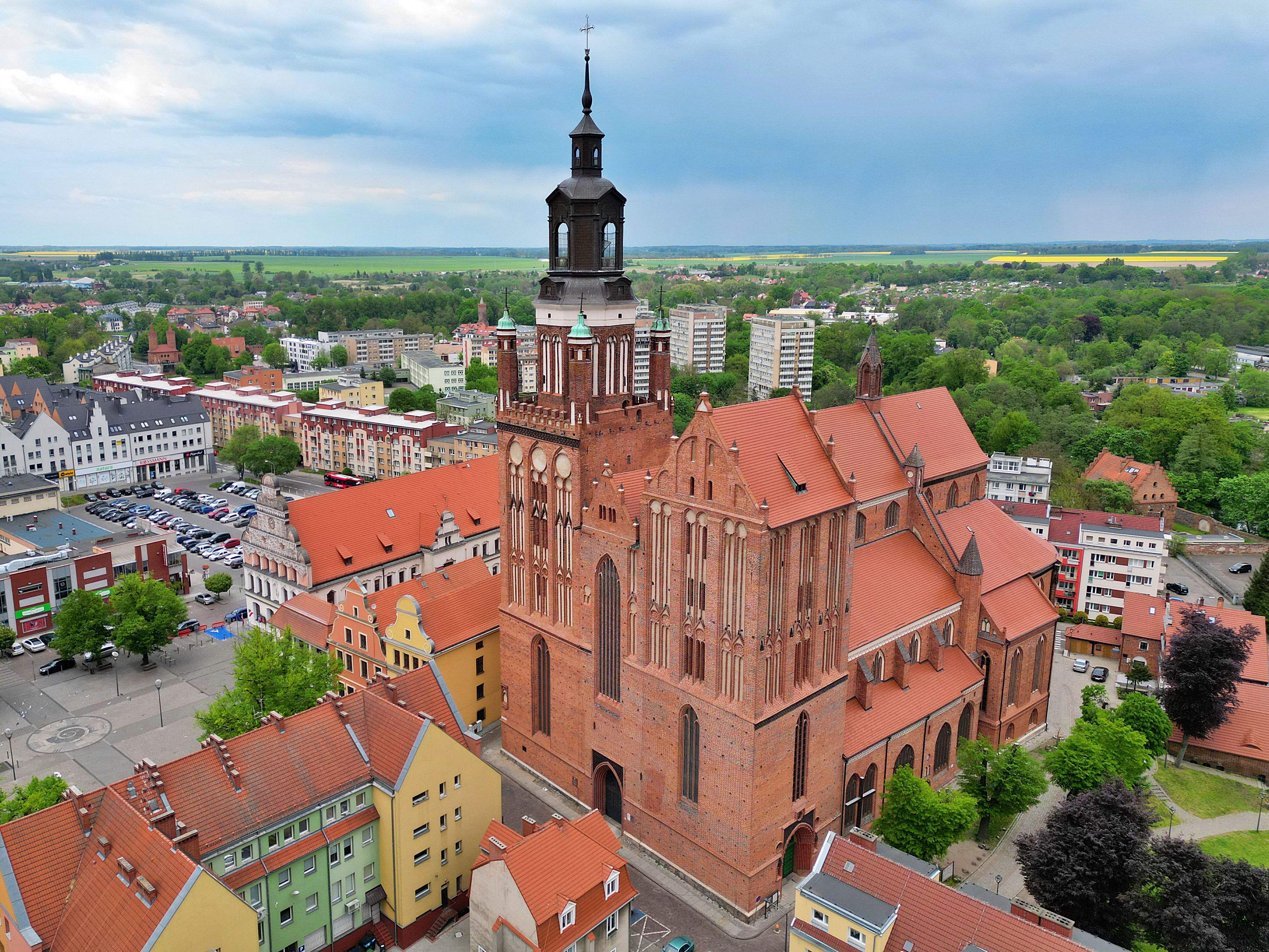
Kościół farny w Stargardzie
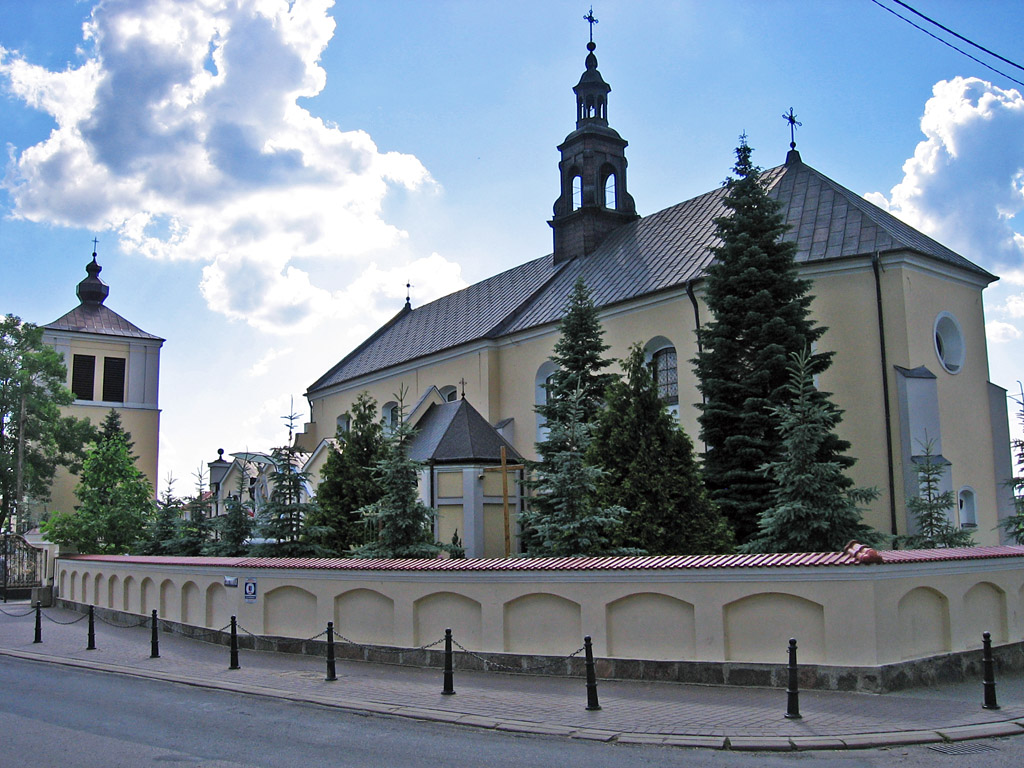
Kościół farny w Ostrołęce
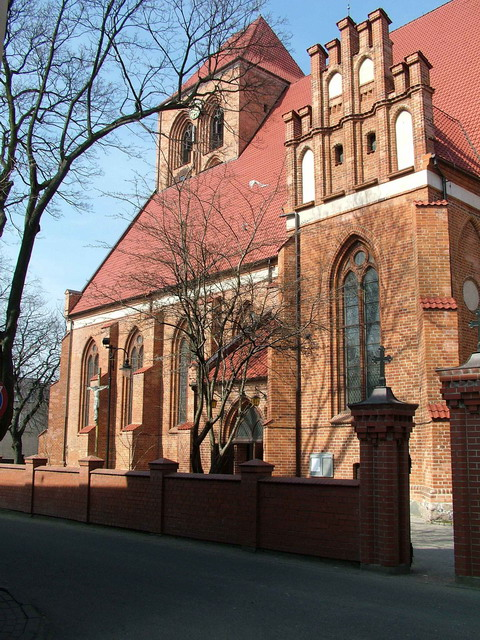
Gotycka XIII-wieczna fara w Pucku
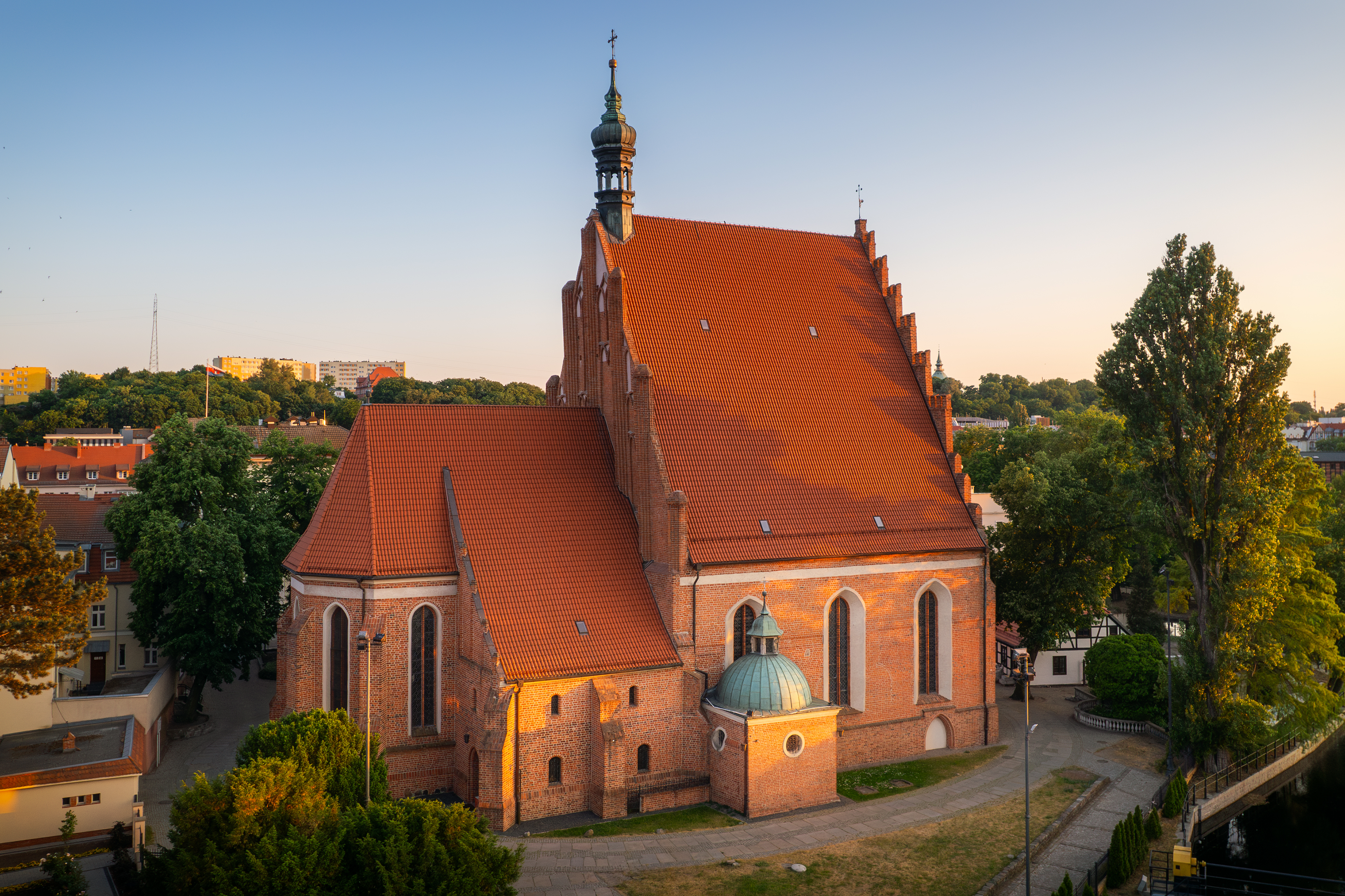
Fara w Bydgoszczy
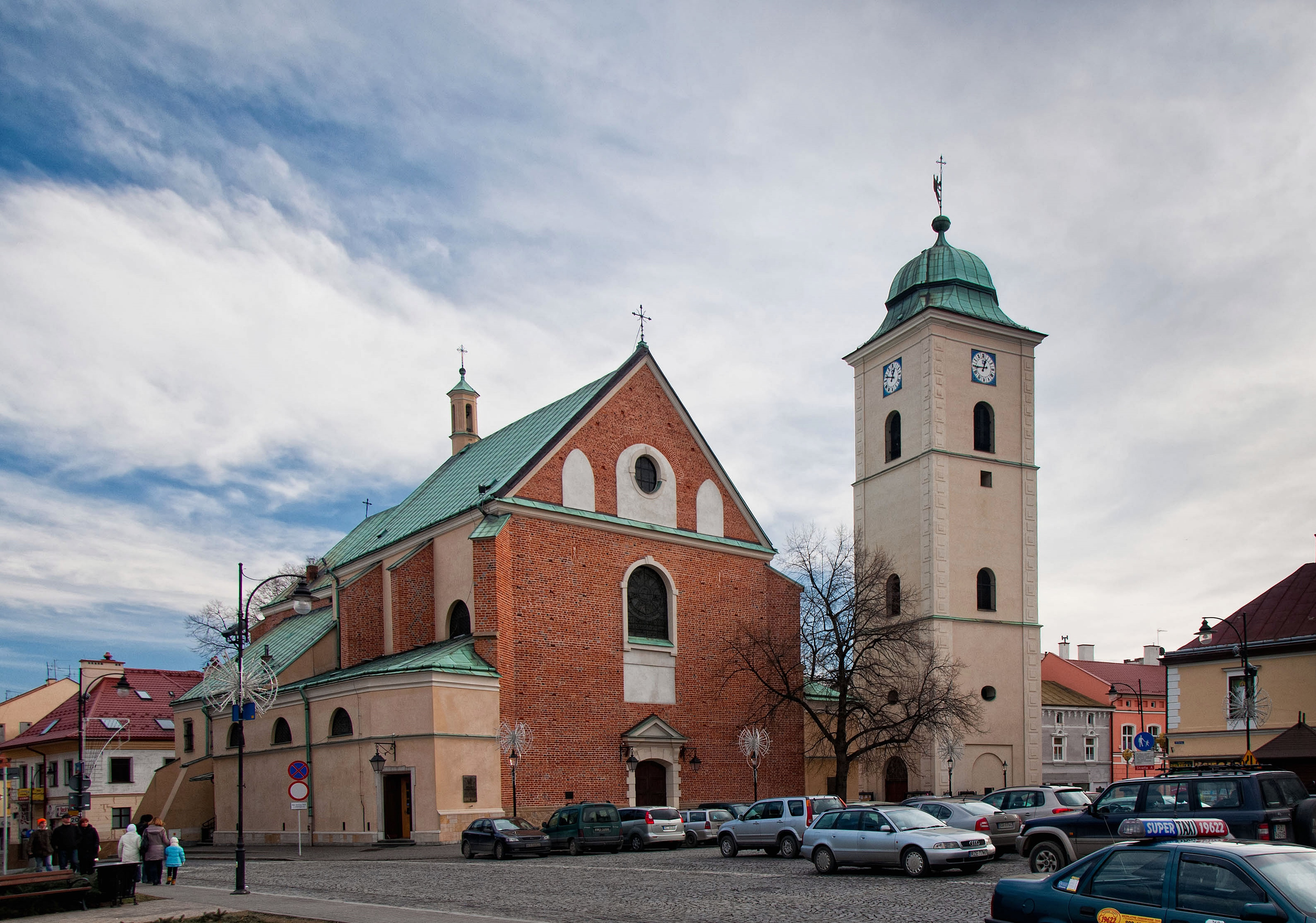
Kościół farny w Rzeszowie
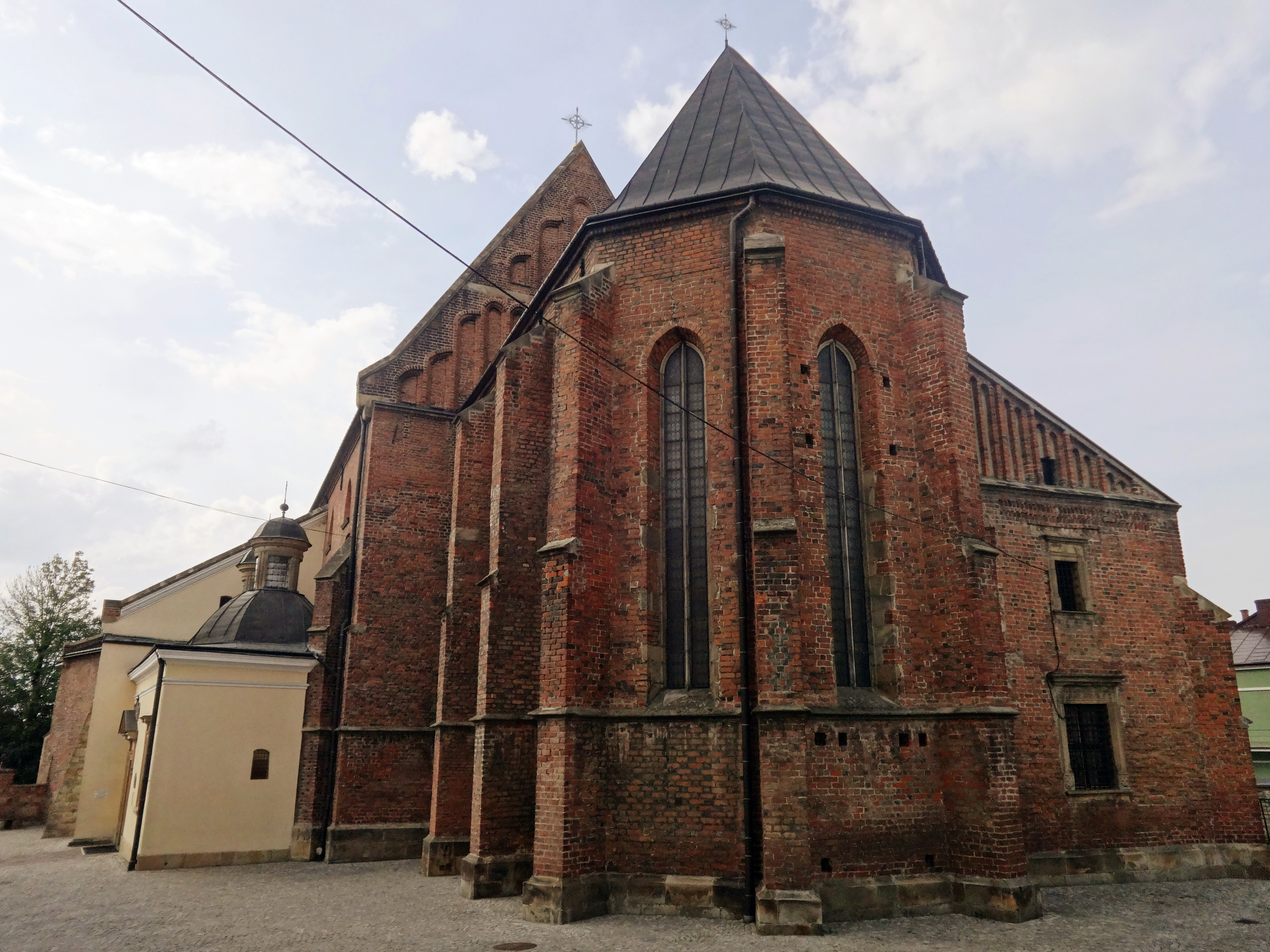
Kościół farny w Krośnie
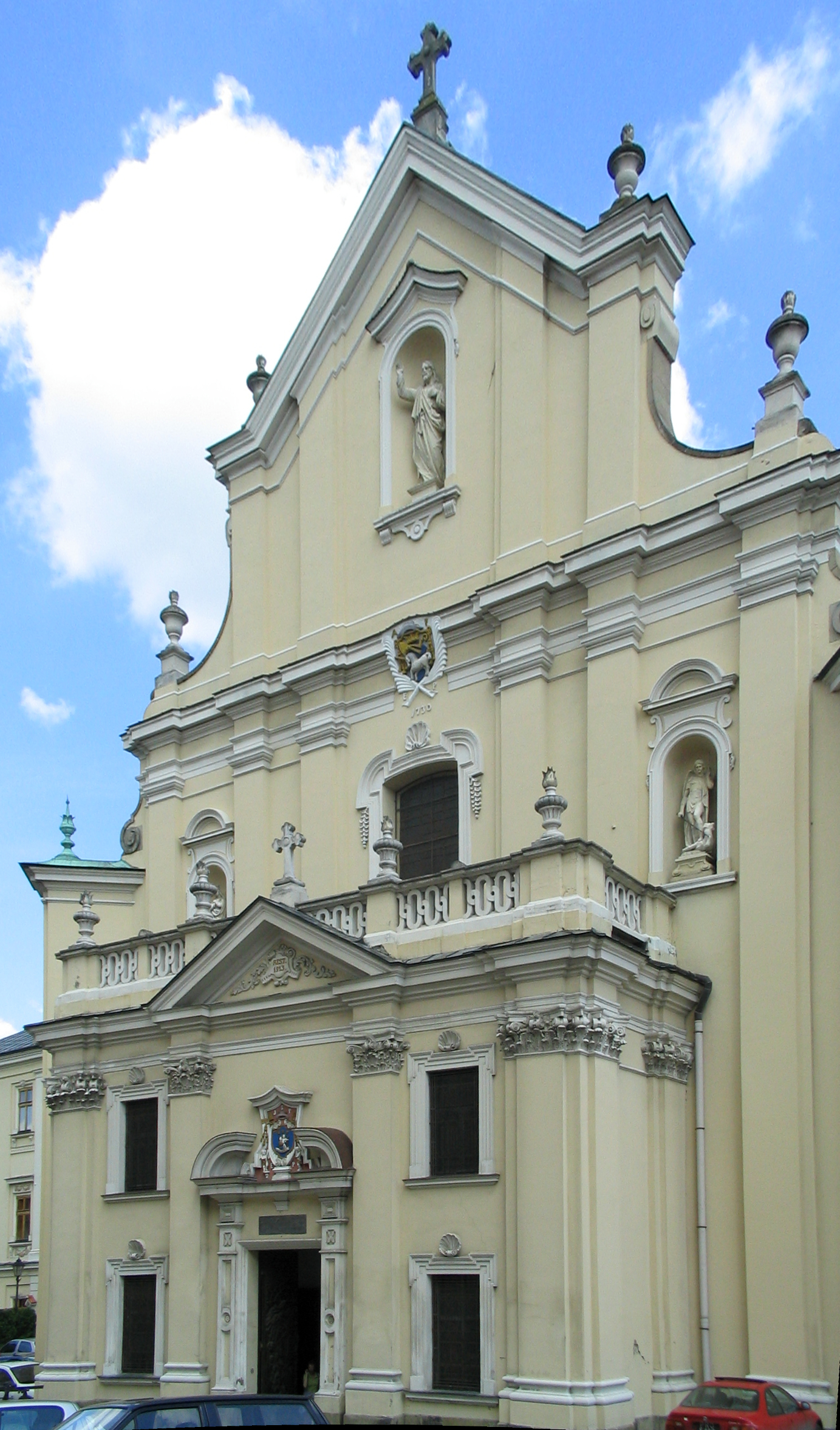
Kościół farny w Przemyślu
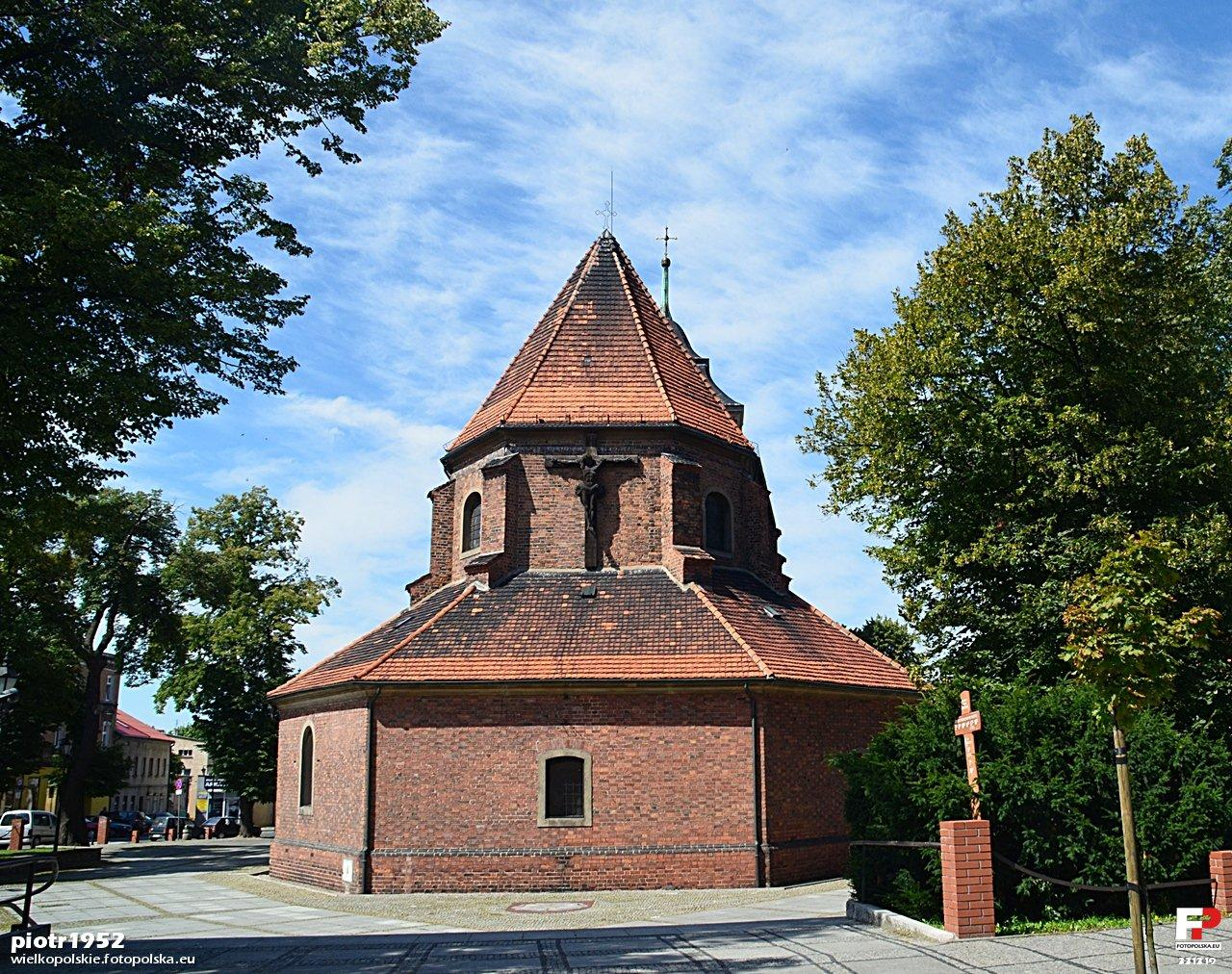
Fara we Wrześni
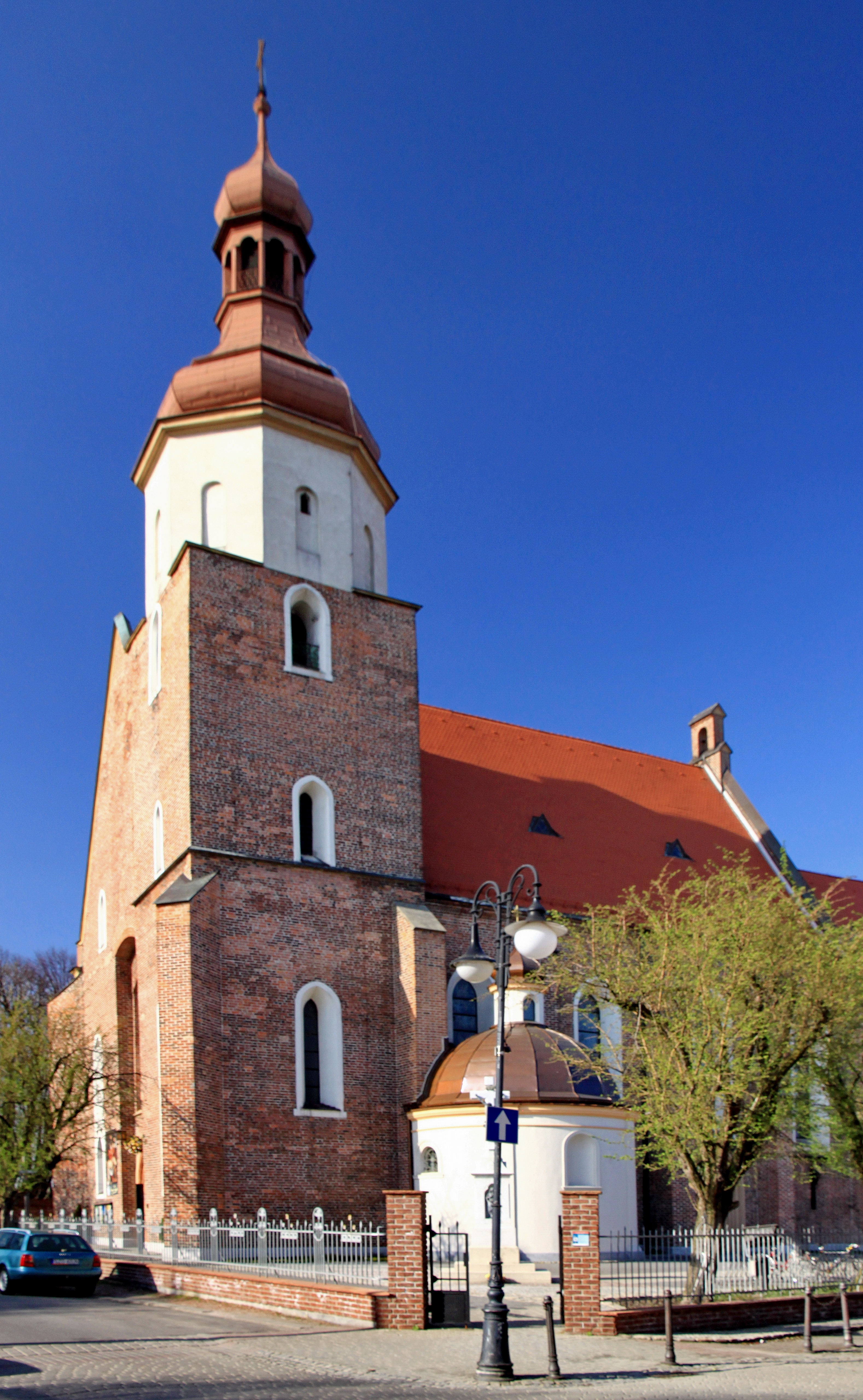
Fara w Żorach
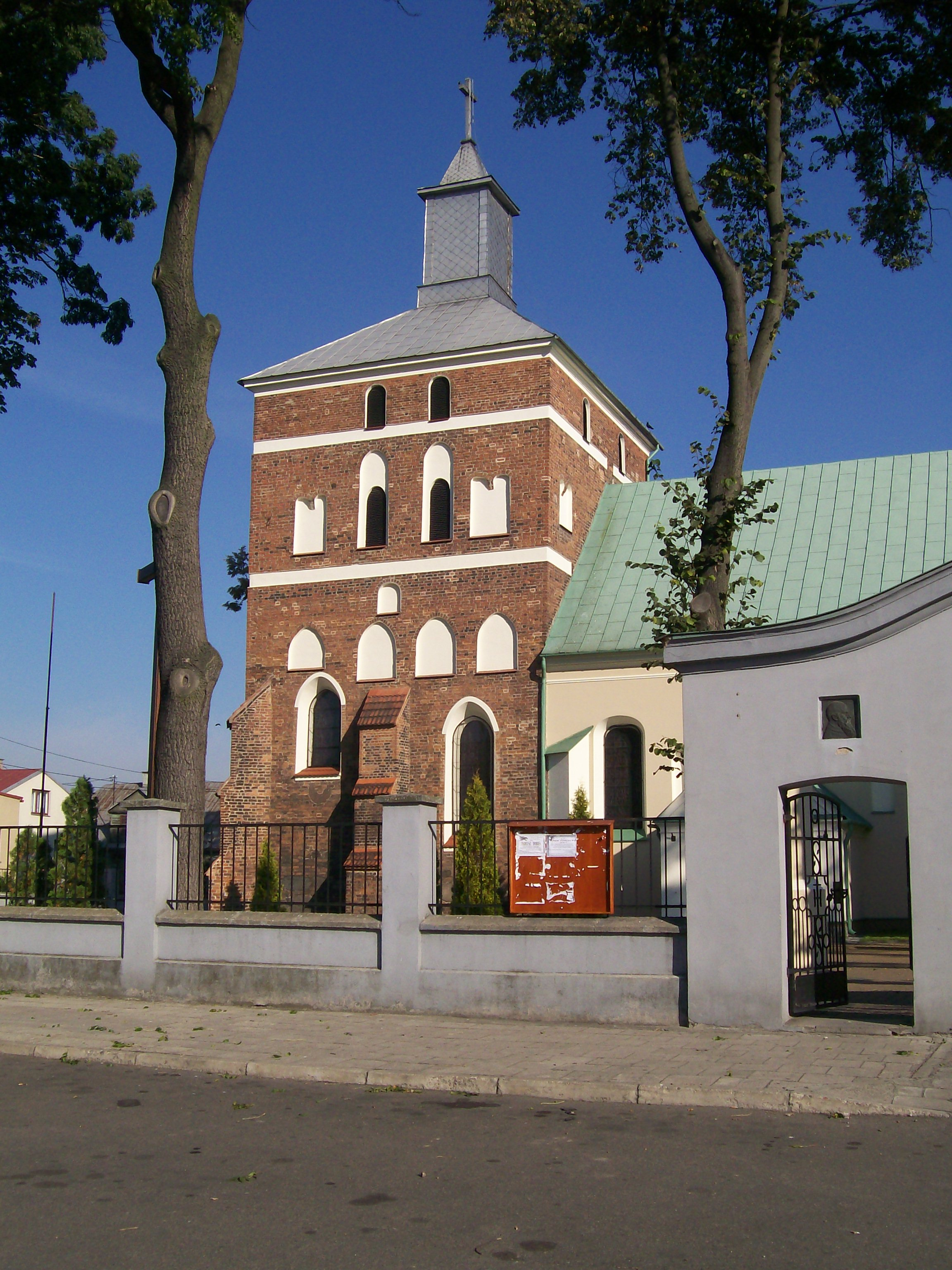
Fara w Sierpcu
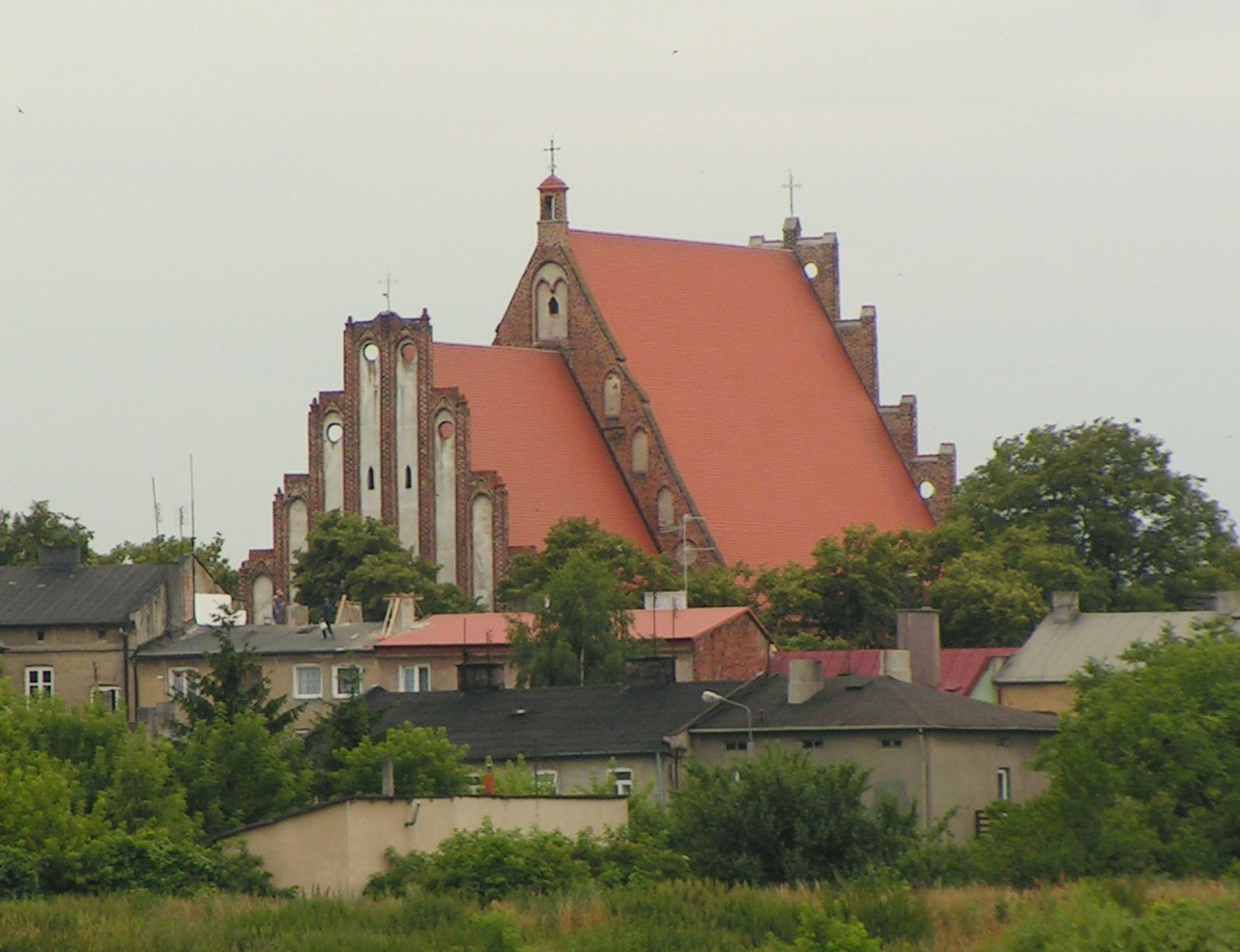
Fara w Kole
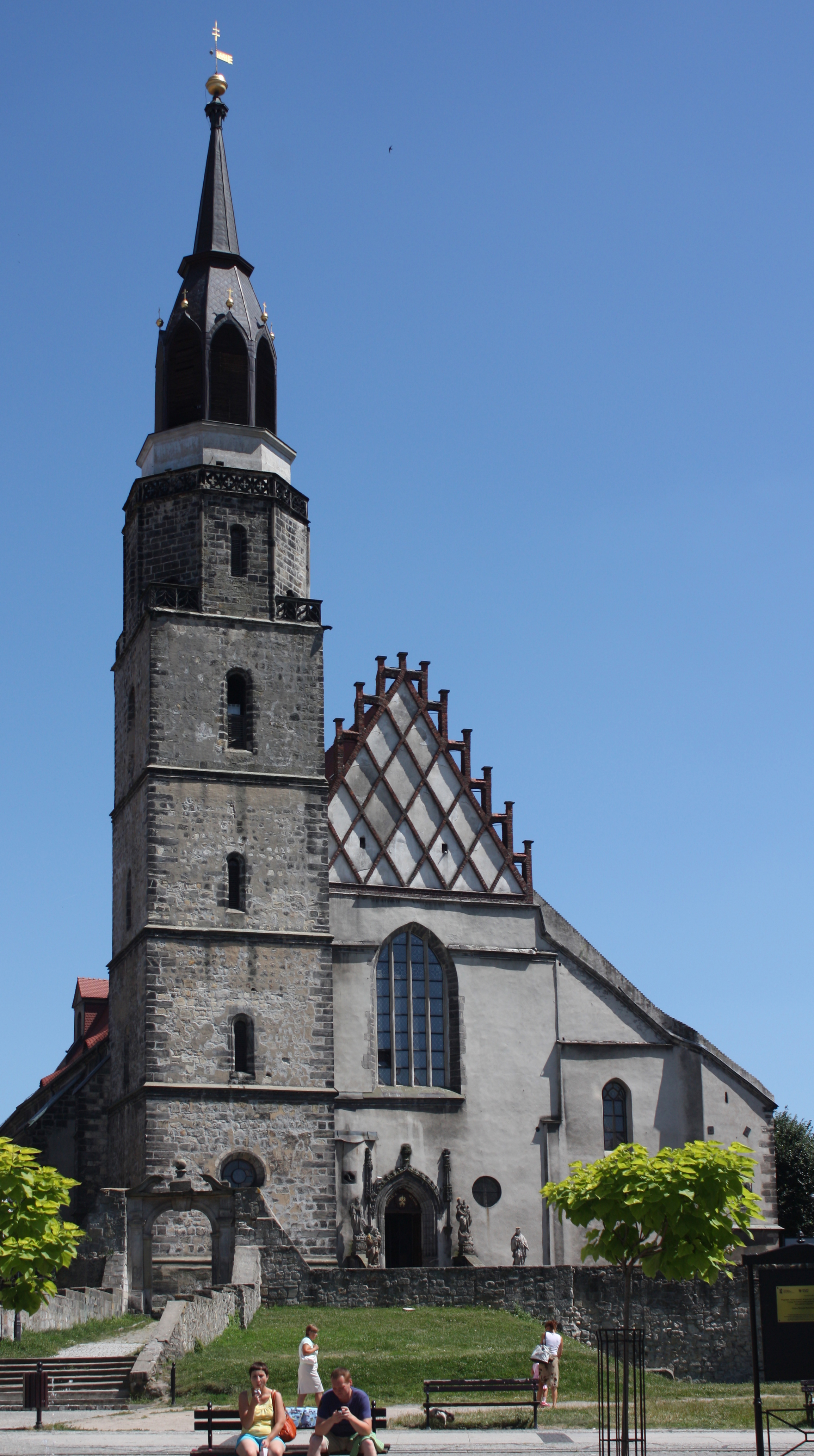
Fara w Bolesławcu
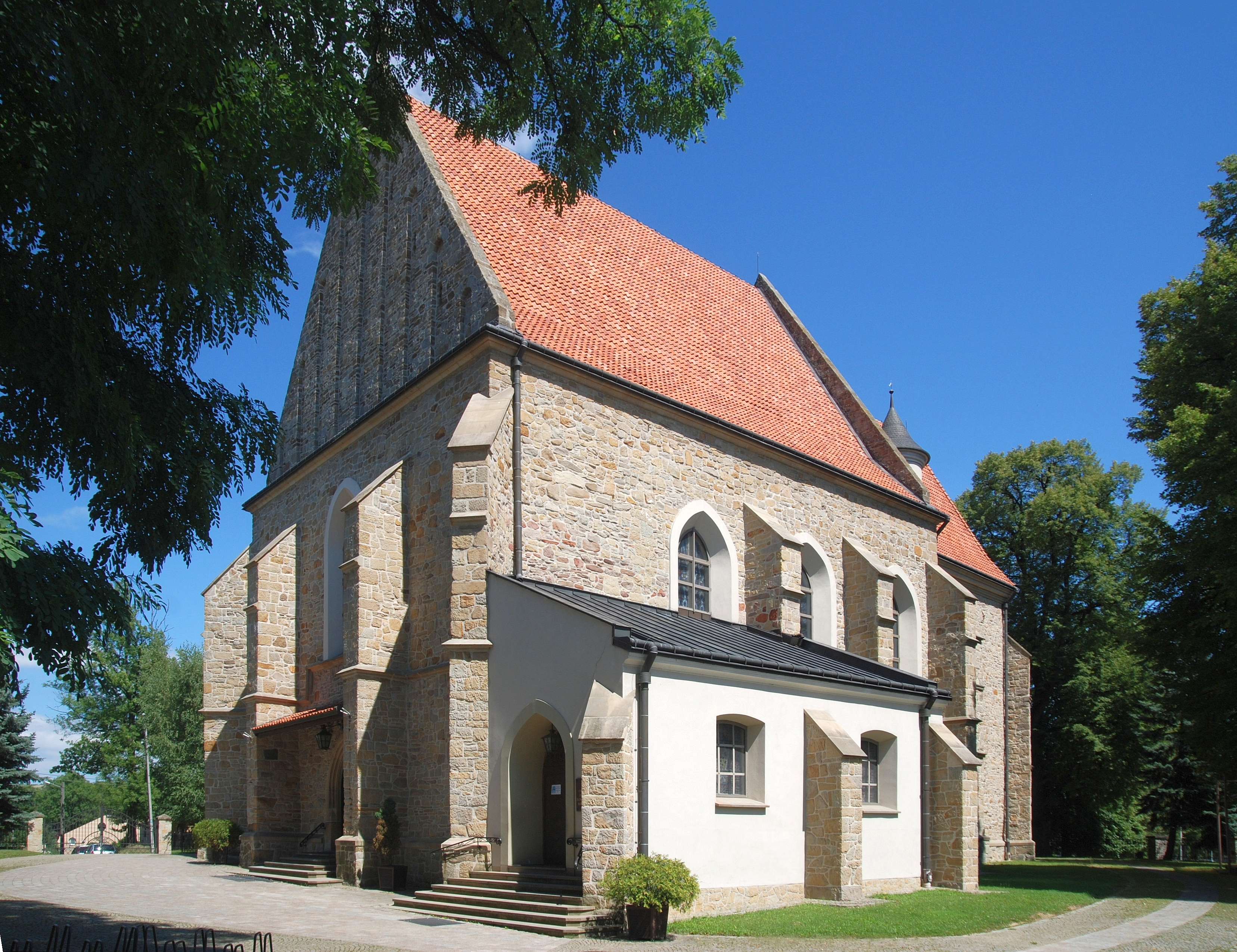
Fara w Jaśle
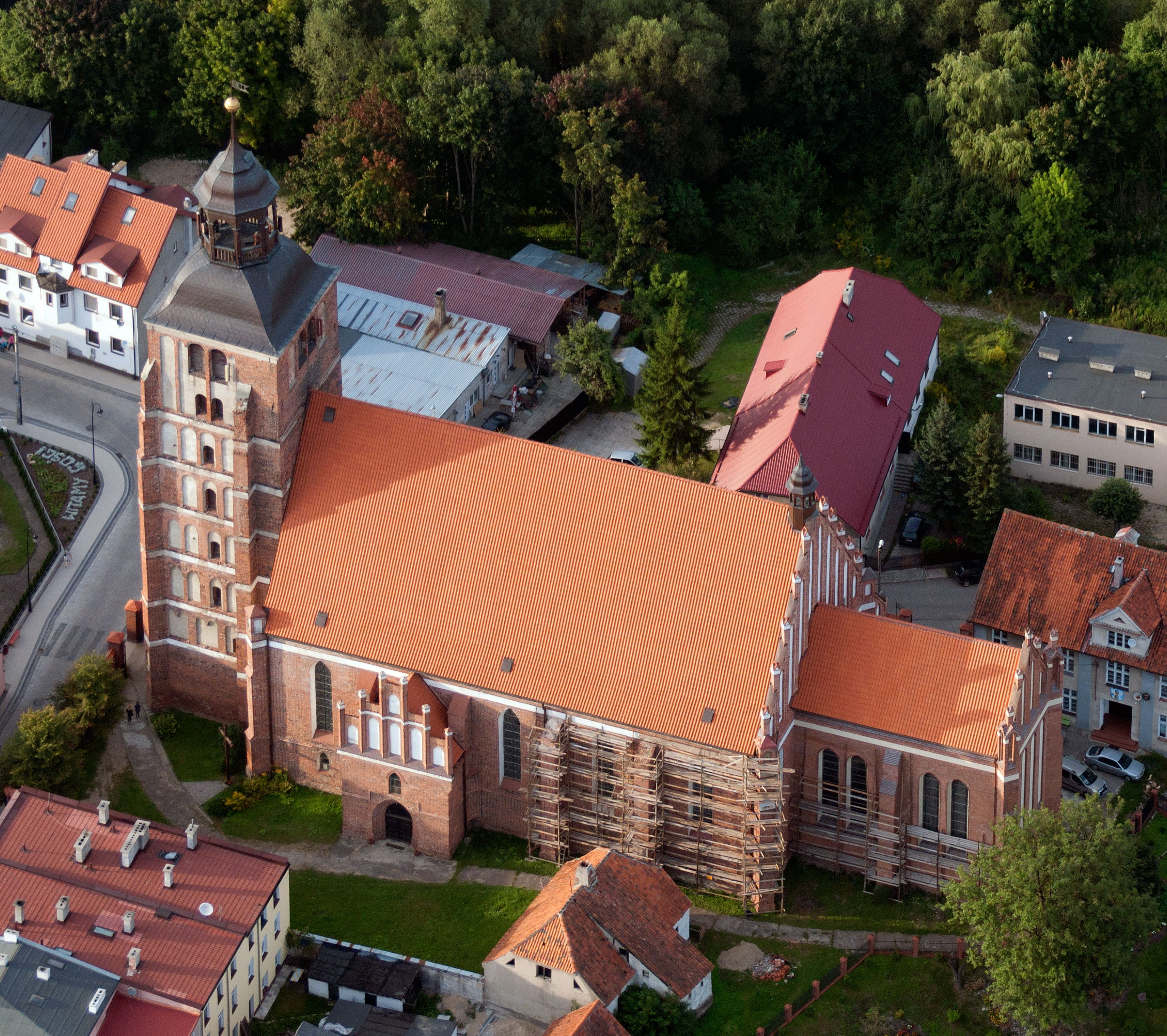
Wieża fary w Barczewie
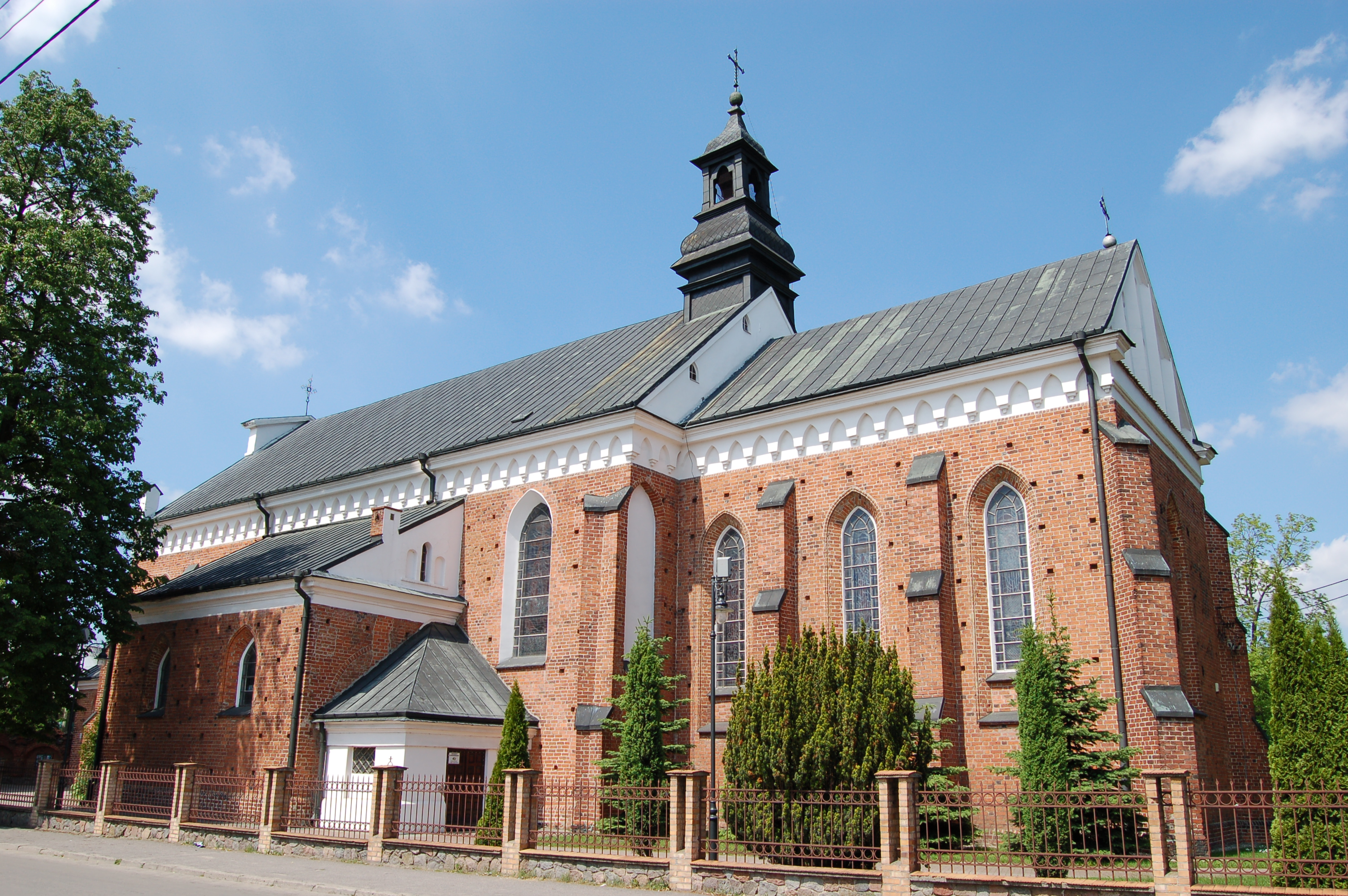
Kościół farny w Przasnyszu
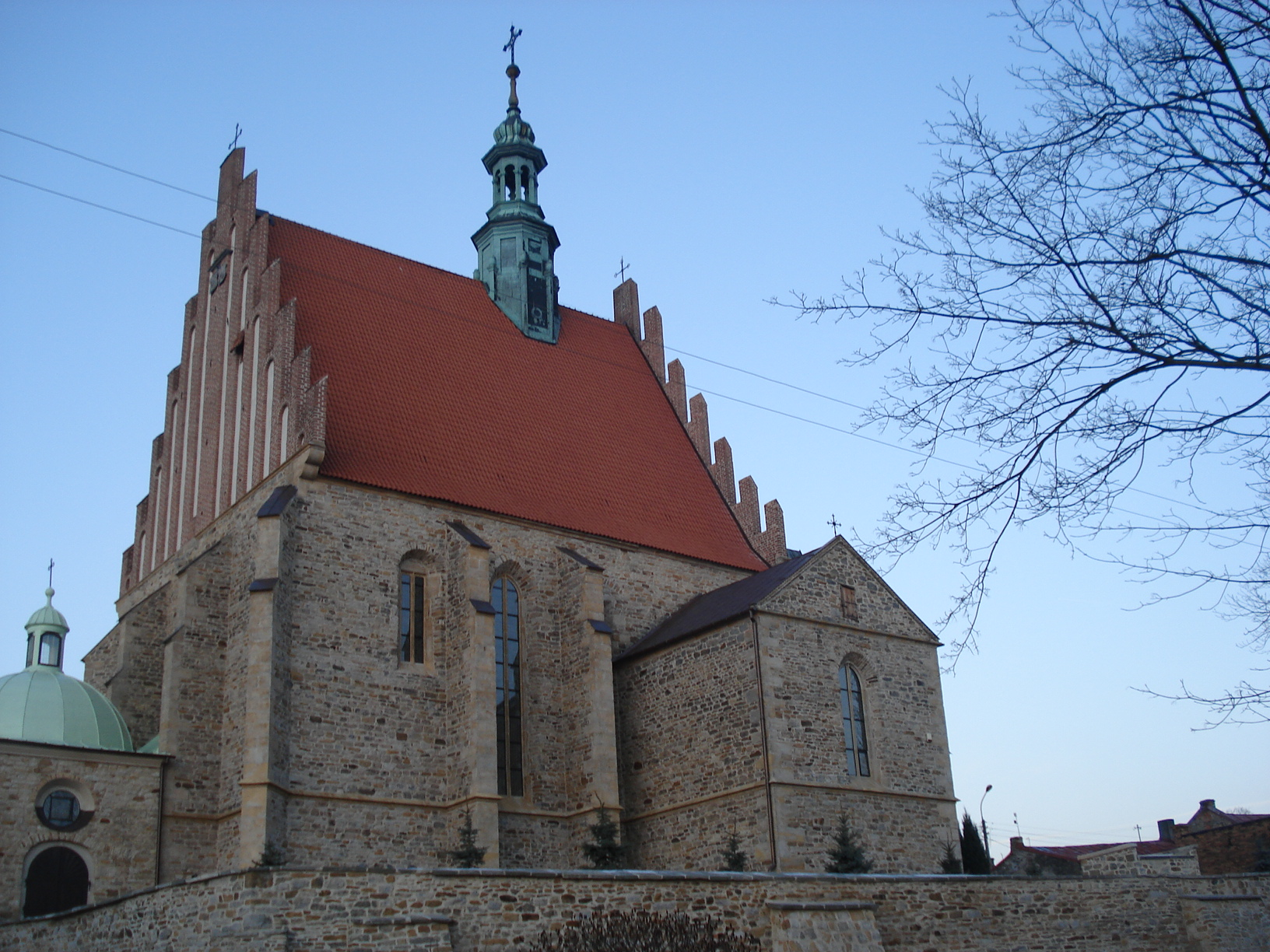
Kościół farny w Szydłowcu
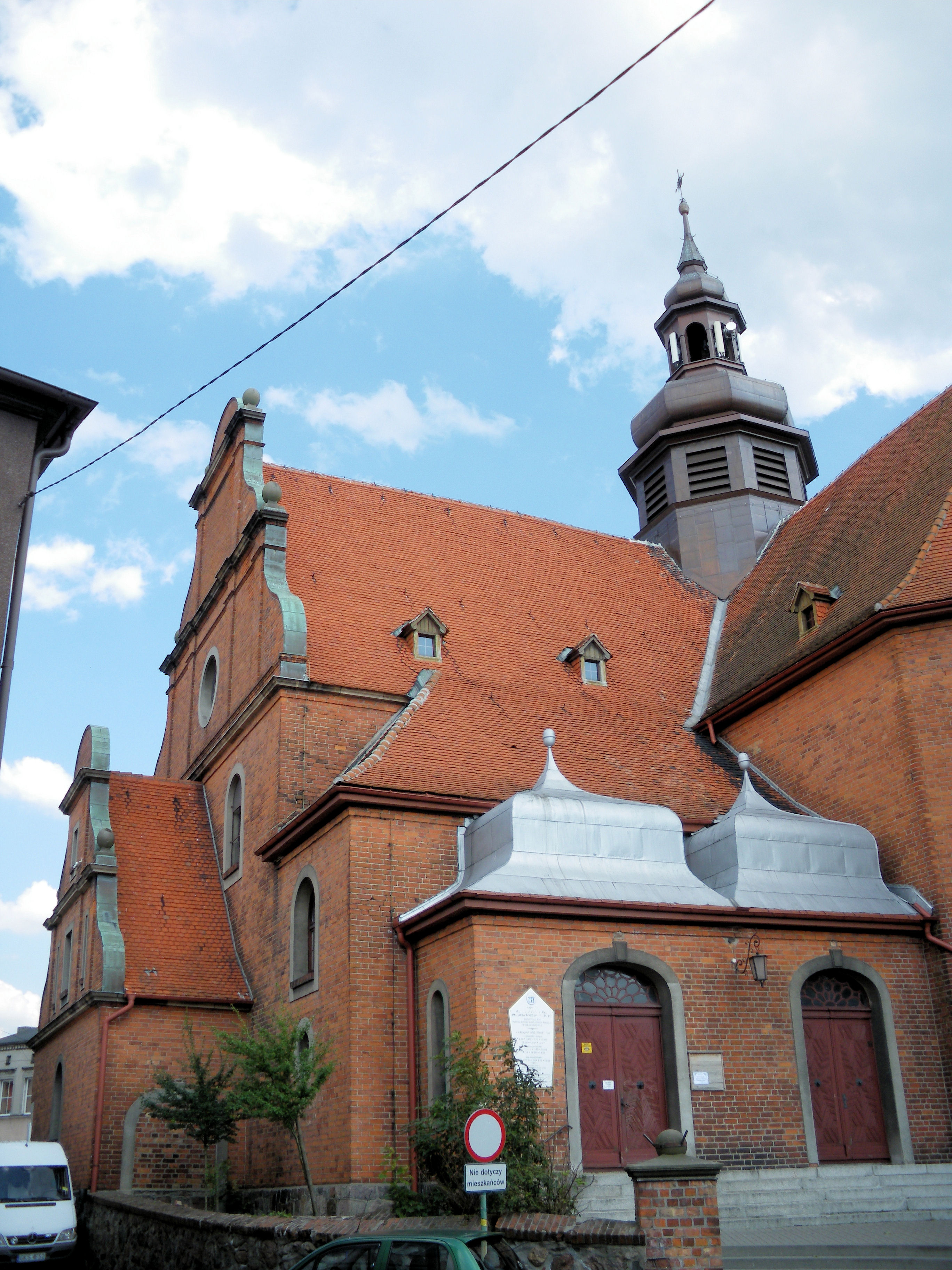
Fara w Kościerzynie
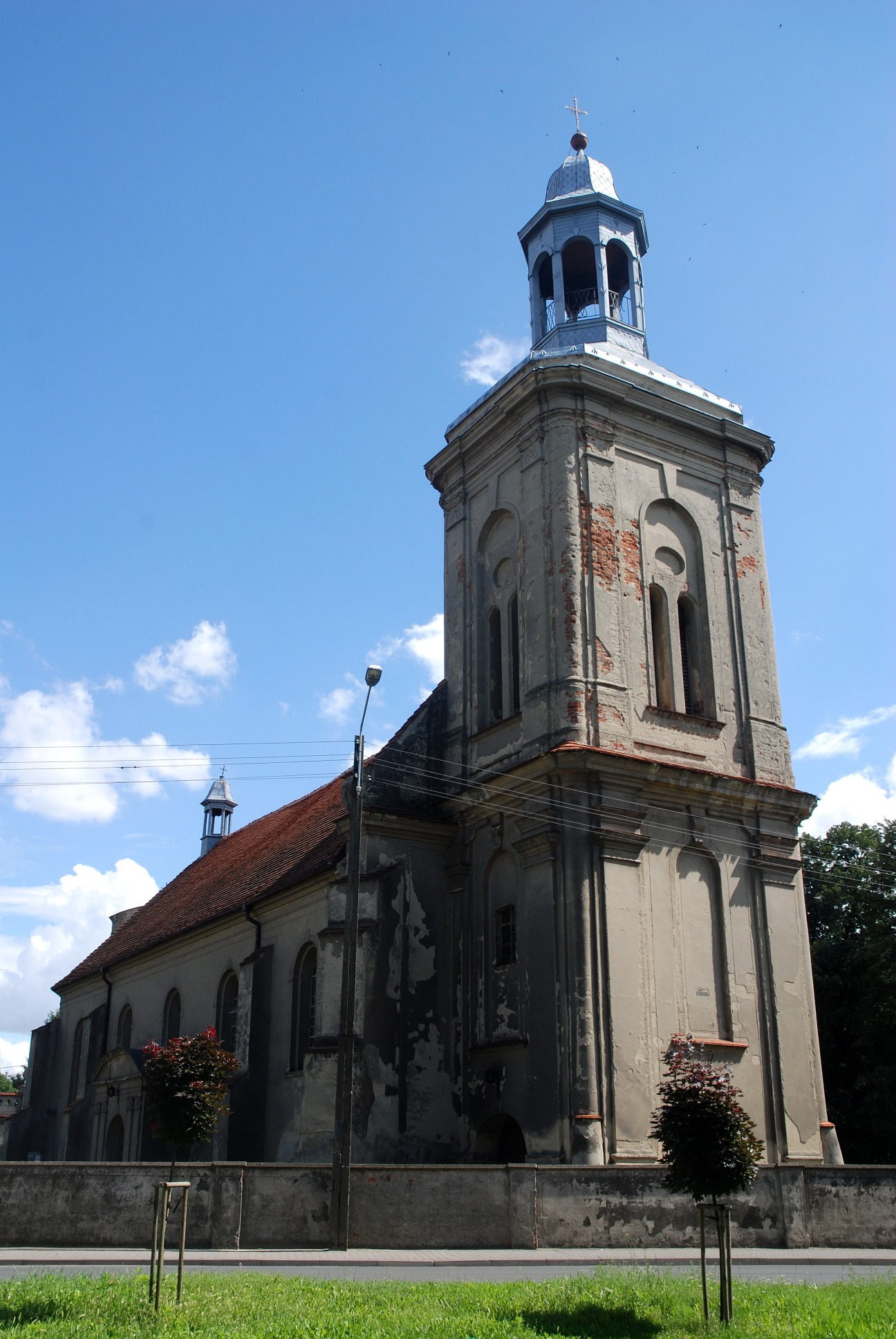
Kościół farny w Borku Wlkp.
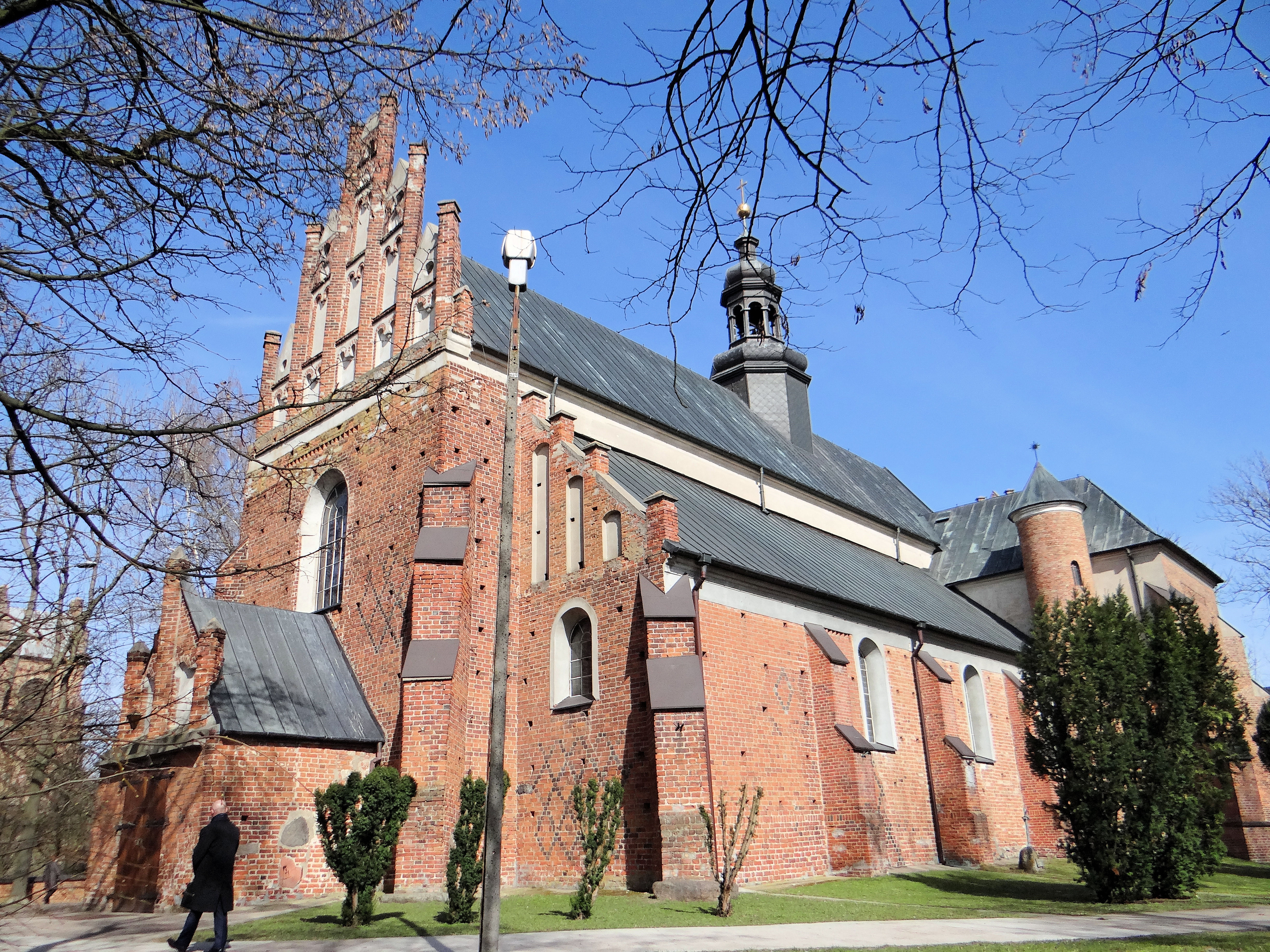
Fara w Ciechanowie
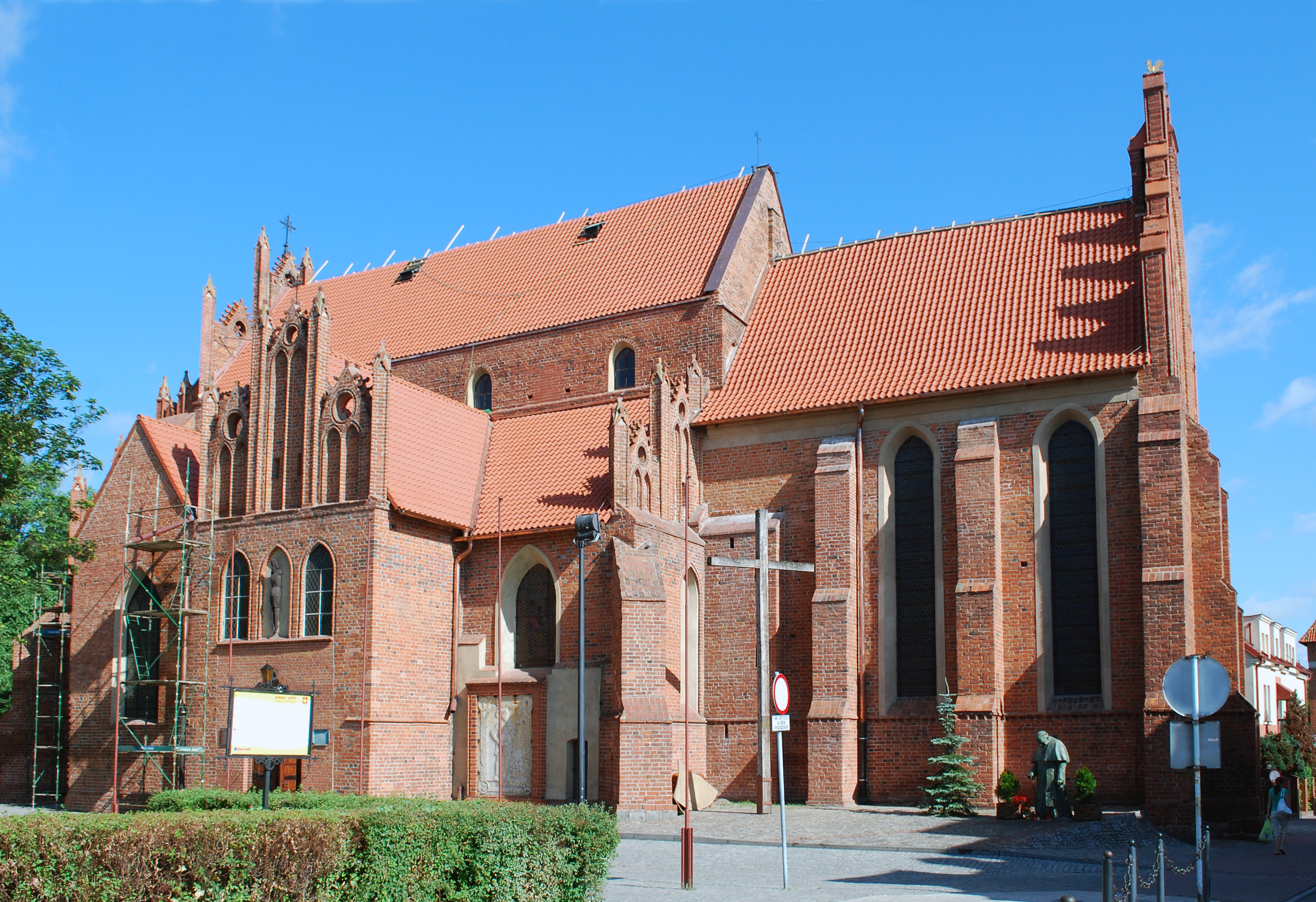
Kościół farny w Starogardzie Gdańskim
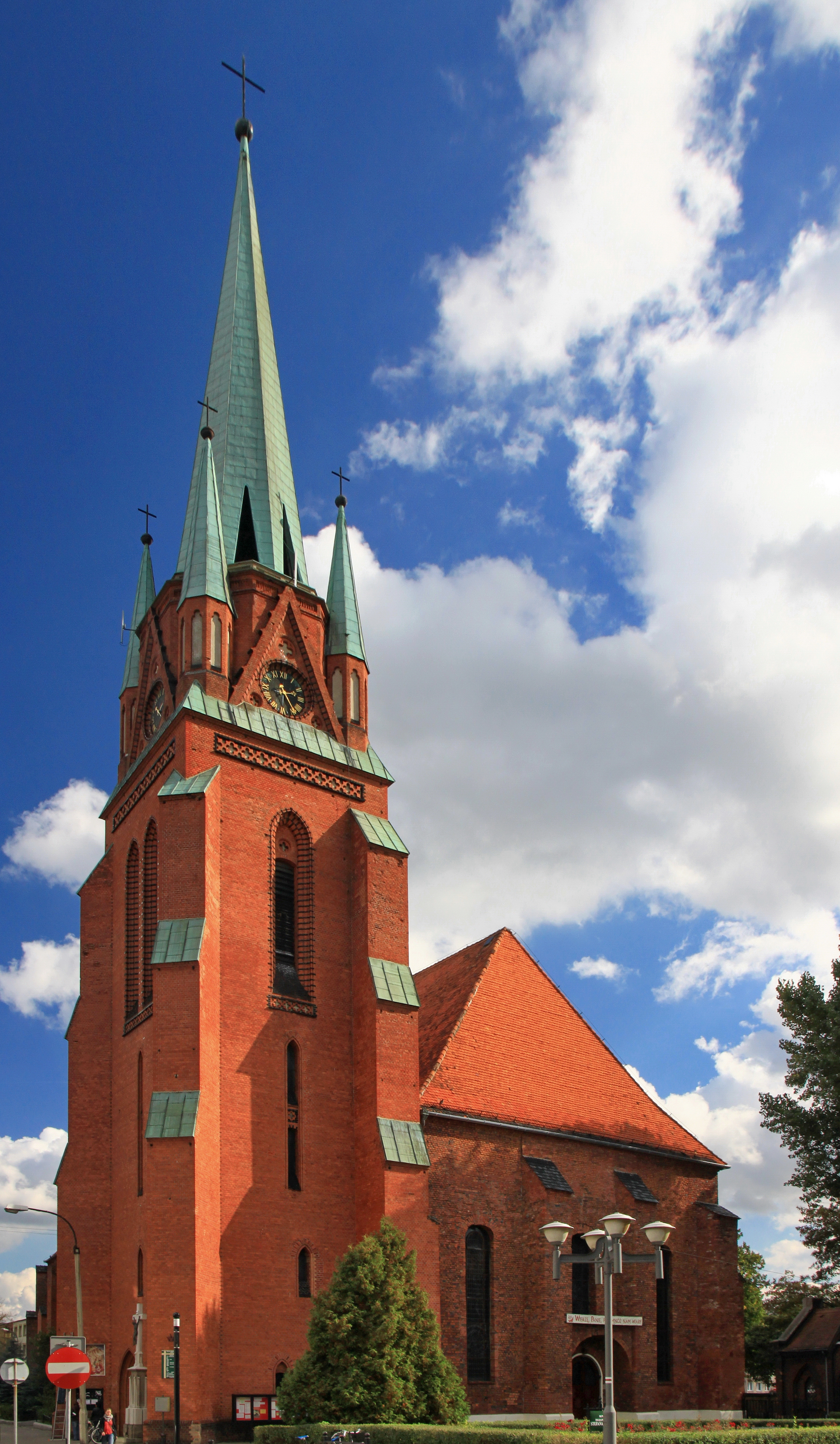
Kościół farny w Raciborzu
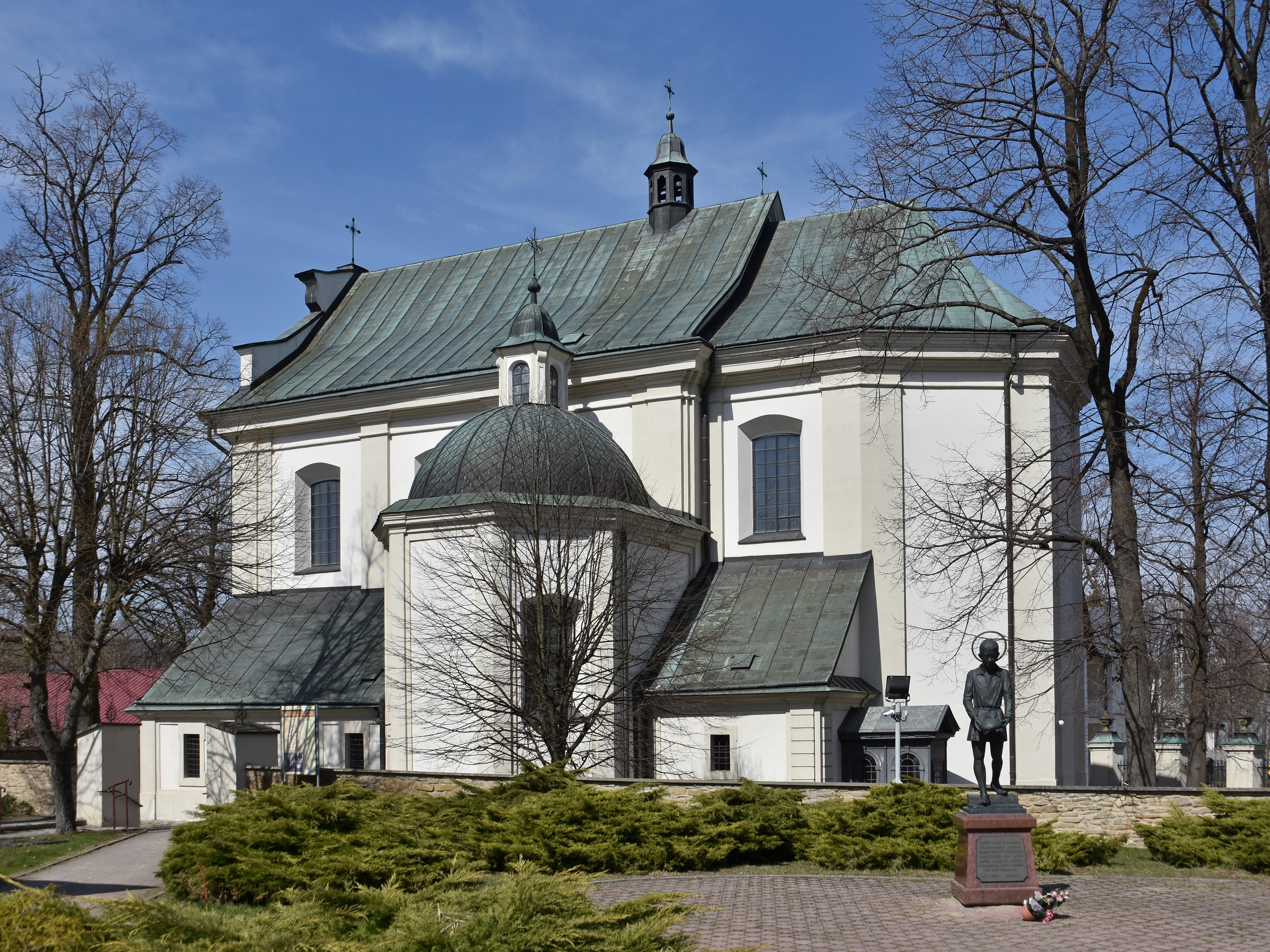
Fara w Dukli